# 野歧鬚鮠
野歧鬚鮠為輻鰭魚綱鯰形目倒立鯰科歧须𬶏属的其中一種，為熱帶淡水魚，分布於非洲剛果河流域，體長可達26.5公分，棲息在底中層水域，生活習性不明，可做為觀賞魚。

## 扩展阅读
維基物種上的相關：野歧鬚鮠